# Mount Shark
Mount Shark är ett berg i Kanada.   Det ligger i provinsen Alberta, i den centrala delen av landet, 3 000 km väster om huvudstaden Ottawa. Toppen på Mount Shark är 2 786 meter över havet, eller 196 meter över den omgivande terrängen. Bredden vid basen är 1,1 km. Mount Shark ingår i Spray Mountains.
Terrängen runt Mount Shark är kuperad söderut, men norrut är den bergig.Trakten runt Mount Shark är nära nog obefolkad, med mindre än två invånare per kvadratkilometer.. Det finns inga samhällen i närheten. 
Trakten runt Mount Shark består i huvudsak av gräsmarker.